# Dion-le-Mont
Dion-le-Mont (en wallon  Dion-l-Mont), est un village de la commune belge de Chaumont-Gistoux située en Région wallonne dans la province du Brabant wallon, près de Wavre. Le village est mentionné dès 987 lors d'une donation à l'abbaye de Gembloux.
Une rue du village porte le nom du sculpteur Arsène Matton (1873 - 1953) qui y est décédé.

## Démographie
- Sources:INS, Rem:1831 jusqu'en 1970=recensements, 1976= nombre d'habitants au 31 décembre